# Paleontología en 1934
La paleontología es el estudio de las formas de vida prehistóricas en el planeta Tierra mediante el análisis de fósiles de plantas y animales. Esto incluye el estudio de fósiles corporales, huellas (icnitas), madrigueras, restos de restos, heces fosilizadas (coprolitos), palinomorfos y residuos químicos. Dado que los seres humanos han encontrado fósiles durante milenios, la paleontología tiene una larga historia, tanto antes como después de su formalización como ciencia. Este artículo registra descubrimientos y eventos significativos relacionados con la paleontología ocurridos o que hayan sido publicados en el año 1934.

## Artrópodos

### Insectos
| Nombre          | Novedad  | Estado   | Autores | Edad        | Unidad       | Ubicación | Notas                                                        | Imágenes |
| --------------- | -------- | -------- | ------- | ----------- | ------------ | --------- | ------------------------------------------------------------ | -------- |
| Lestes incertus | Esp. nov | sinónimo | Pitón   | Piacenciano | Lago Chambon | Francia   | Una damisela Lestid , Se trasladó a Sympecma incerta en 1994 |          |

## Conodontos
| Nombre            | Estado | Autores                         | Autores | Edad | Unidad                        | Ubicación | Notas | Imágenes |
| ----------------- | ------ | ------------------------------- | ------- | ---- | ----------------------------- | --------- | ----- | -------- |
| Ancyrognathus     | Válido | - Maurice Mehl - Edward Branson |         |      | Lutita Glassy Creek de Misuri | EE.UU     |       |          |
| Pseudopolygnathus | Válido | - Maurice Mehl - Edward Branson |         |      | Lutita Glassy Creek de Misuri | EE.UU     |       |          |

## Reptiles

### Dinosaurios
| Nombre           | Estado         | Autores     | Edad                              | Unidad             | Ubicación                              | Notas               | Imágenes |
| ---------------- | -------------- | ----------- | --------------------------------- | ------------------ | -------------------------------------- | ------------------- | -------- |
| Bahariasaurio    | Taxón válido   | Stromer     | Cretácico Superior (Cenomaniense) | Formación Baharija | - Egipto - Níger - Marruecos - Argelia | Un megaraptoriano . |          |
| Brachypodosaurus | Nomen dubium . | Chakravarti | Maastrichtiense                   | Formación Lameta   | - India                                | Un ornitisquio .    |          |

## Sinápsidos

### No mamíferos
| Nombre          | Estado          | Autor(es)            | Edad           | Unidad                              | Ubicación                                | Notas                               | Imágenes |
| --------------- | --------------- | -------------------- | -------------- | ----------------------------------- | ---------------------------------------- | ----------------------------------- | -------- |
| Arctognathoides | Sinónimo júnior | Boonstra             | Pérmico tardío | Zona de ensamblaje de Dicynodon     |                                          | Sinónimo júnior de Arctognathus.    |          |
| Compsodon       | Válido          | van Hoepen           | Pérmico tardío | Zona de ensamblaje de Dicynodon     | Bandera de Sudáfrica · Bandera de Zambia | Miembro de Emydopoidea.             |          |
| Daptocephalus   | Válido          | van Hoepen           | Pérmico tardío | Zona de ensamblaje de Dicynodon     | Bandera de Sudáfrica                     | Miembro de Dicynodontoidea.         |          |
| Emydopsoides    | Sinónimo júnior | van Hoepen           | Pérmico tardío | Zona de ensamblaje de Cistecephalus |                                          | Sinónimo júnior de Emydops.         |          |
| Pachyrhinos     | Sinónimo júnior | Broili and Schroeder | Pérmico medio  | Formación Abrahamskraal media       |                                          | Sinónimo júnior de Gorgonops.       |          |
| Pelorocyclops   | Sinónimo júnior | van Hoepen           | Pérmico tardío | Zona de ensamblaje de Cistecephalus |                                          | Sinónimo júnior de Rhachiocephalus. |          |

### Mamíferos
| Nombre             | Novedad         | Estado          | Autor(es) | Edad                                 | Unidad | Ubicación            | Notas                                                                                            | Imágenes |
| ------------------ | --------------- | --------------- | --------- | ------------------------------------ | ------ | -------------------- | ------------------------------------------------------------------------------------------------ | -------- |
| Cephalophus parvus | Sp. nov         | Válido          | Broom     | Plioceno tardío-Pleistoceno temprano | Taung  | Bandera de Sudáfrica | Un Duiker, potencialmente sinónimo del Duiker azul.                                              |          |
| Gypsorhynchus      | Gen. et sp. nov | Válido          | Broom     | Plioceno tardío-Pleistoceno temprano | Taung  | Bandera de Sudáfrica | Una especie tipo blesmol es G. darti.                                                            |          |
| Palaeotragiscus    | Gen. et sp. nov | Sinónimo júnior | Broom     | Plioceno tardío-Pleistoceno temprano | Taung  | Bandera de Sudáfrica | La especie tipo es P. longiceps, sinónimo menor de Oreotragus oreotragus (el saltador de klips). |          |
| Pedetes gracilis   | Sp. nov         | Válido          | Broom     | Plioceno tardío-Pleistoceno temprano | Taung  | Bandera de Sudáfrica | A springhare.                                                                                    |          |
| Procavia antiqua   | Sp. nov         | Válido          | Broom     | Plioceno tardío-Pleistoceno temprano | Taung  | Bandera de Sudáfrica | Hyracoidea.                                                                                      |          |